# BB (음악 그룹)
BB (비비)는 CF 모델 출신의 채소연과 작사가 출신의 윤이지로 구성되어 있는 2인조 여성 듀엣으로, 베스트 뷰티(Best Beauty)의 약자이다. 작곡가 이경섭의 프로듀싱 하에 제작되었던 이 팀은 당시 흔치 않았던 여성 댄스 그룹계의 상당한 센세이션을 불러일으켰다. 특히, 국군 장병들의 크나큰 지지를 얻었던 원조 군통령이다.

## 음반

### 정규 앨범
- 1집 《B.B's Come》(1996년)
- 2집 《하늘 땅 별땅》(1997년)